# Sympherta canaliculata
Sympherta canaliculata är en stekelart som först beskrevs av Thomson 1893.  Sympherta canaliculata ingår i släktet Sympherta och familjen brokparasitsteklar. Arten är reproducerande i Sverige. Inga underarter finns listade i Catalogue of Life.